# Rückers (Flieden)
Rückers is een plaats in de Duitse gemeente Flieden, deelstaat Hessen, en telt 1854 inwoners (2008).